# Pouteria coriacea
Pouteria coriacea là một loài thực vật có hoa trong họ Hồng xiêm. Loài này được (Pierre) Pierre miêu tả khoa học đầu tiên năm 1904.